# マザーズバッグ

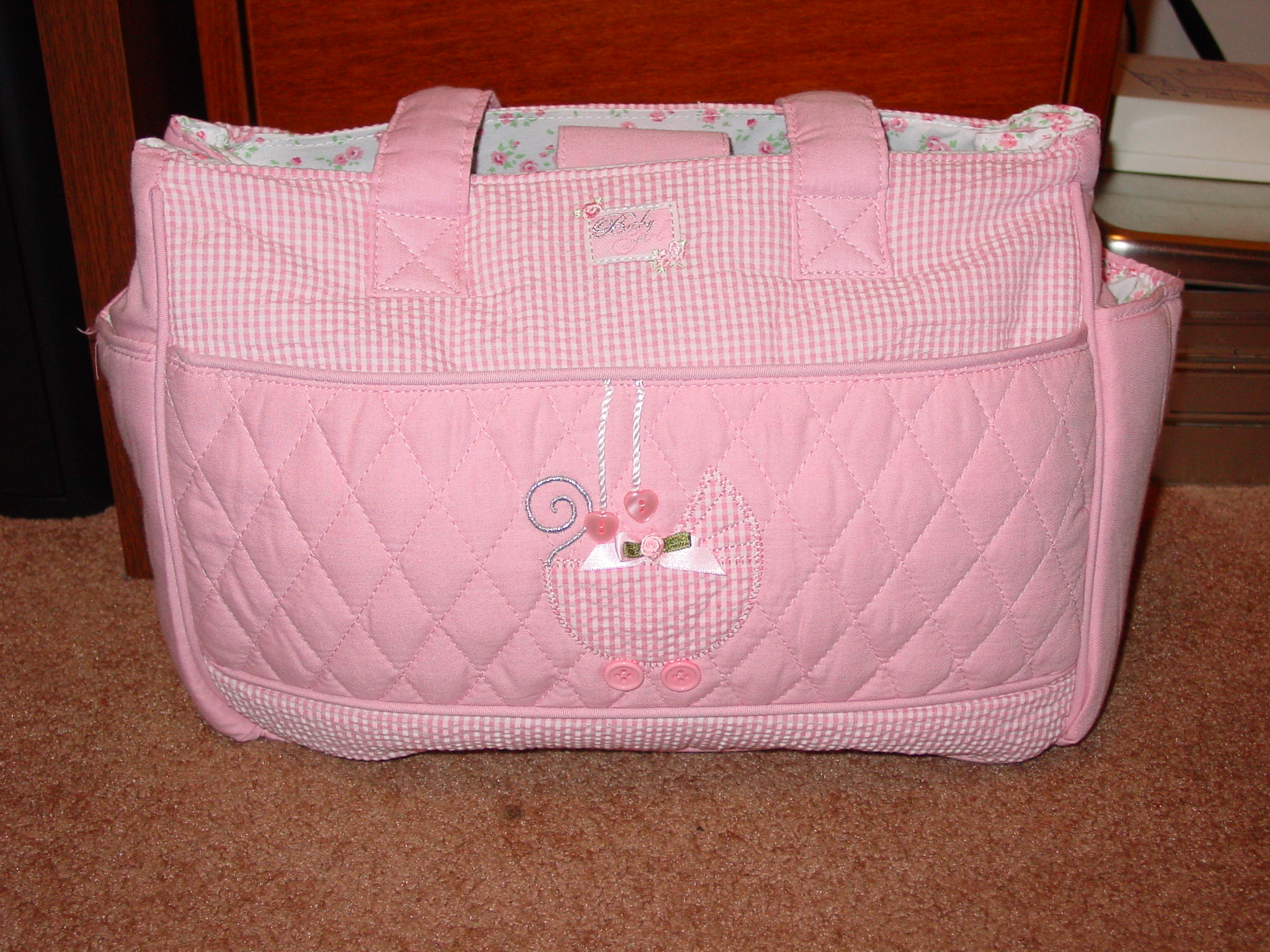
ショルダー型のおむつバッグ

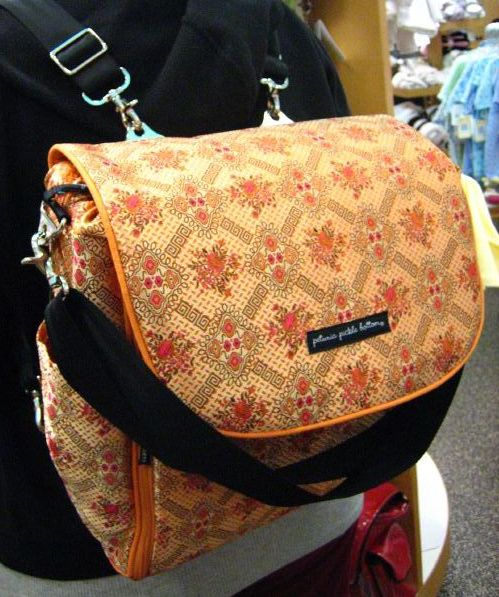
リュック型のマザーズバッグ

マザーズバッグ（英語: Diaper bag）とは、主に母親が乳幼児を連れて外出する際に必要になるたくさんの荷物を入れるための大容量バッグのこと。ポケットのような収納機能がたくさんある収納バッグ。ママバッグとも呼ばれ、父親が使う場合もあるためペアレンツバッグと呼ぶ向きもある。
リュックサック型のもの、ショルダーバッグのようなものなど、型はいろいろなものがある。これらのバッグは、必ずしもおむつバッグとして明確に設計されているわけではないが、英語表現では、一般におむつバッグと呼ばれている。

## 概要
マザーズバッグの容量は見た目以上で、0歳〜2歳の赤ちゃん連れで出かける場合、「だいたい3kgの荷物＋赤ちゃんの体重分」と言われている。2歳児までの場合、次のようなものが含まれる。 哺乳瓶、粉ミルク、お湯の入ったタンブラー、水、授乳ケープ、おむつ、おしり拭き、おむつ替えシート、着替え、スタイ（よだれかけ）、ガーゼハンカチ、おもちゃ、絵本、抱っこ紐やスリング、母子手帳に健康保険証などである。もう少し大きくなれば、離乳食、おやつなども追加される。

## マザーズバッグの特徴
大容量であれば他の一般的な大型バッグでも良いのかということになるが、普通のバッグはポケットや仕切りがさほど多くはないため、たくさんの荷物を収納した際にゴチャゴチャした見た目なうえに取り出しづらいというデメリットがある。専用のマザーズバッグは、ポケットや仕切りが多く、おむつやミルクなど分けて収納することができ、取り出し口が大きく、ものの出し入れがスムースにできるように工夫されている。
子どもの年齢によって必要なアイテムは変わってくるし、行動範囲などでもマザーズバッグに要求される機能は変わってくる。一例として0歳児の乳児を抱っこ紐で連れて5時間出かける場合と、ベビーカーに乗せた2歳児を連れて3時間出かける場合とでは、アイテムの種類や量も異なり、持ちやすいバッグの形状も異なってくる。

### 分類
マザーズバッグに明確な決まりはなく、デザインや素材にも特に決まりや規制もない。
次のような要件を満たすようなバッグ類であれば、それをマザーズバッグとして利用しても問題はない。
- 子どもに必要な荷物が入る。
- 入れた荷物が取り出しやすい。
- 持ち歩きがしやすい。

マザーズバッグとして販売されている製品には以下の様な工夫がされていることが多い。
- ベビーカーに引っ掛けることができるフックがある
- 撥水加工されている。
- ドリンクホルダーがある。
- おむつ替えマットが付属している。

概ね、以下の様に3タイプに分類でき、それぞれに利点、欠点がある。
トートバッグ型
利点:大容量であること。中のアイテムが出し入れしやすい。ベビーカーに引っ掛けることができる。
欠点:アイテムを入れると総重量がかさみ、肩掛けした場合には負担となる。抱っこ紐との併用では肩掛けした紐が落ちてきたり、納まりが悪いことがある。
ショルダーバッグ型
利点:肩掛けすることで両手が空く。中のアイテムを出し入れをしやすい。抱っこ紐をしているときに落ちてきて邪魔になる場合がある
欠点:片方の肩に重量の負担がかかる。子どもと一緒に歩く際には邪魔になりやすい。
リュック型
利点:背負うことで両手が空く。両肩に均等に重さがかかるため、アイテムを入れて総重量が増えた場合でも身体への負担が小さい。
欠点:出し入れに手間がかかる。抱っこ紐を使う場合には肩の部分で重なってしまう。
トートバッグ、ショルダーバッグ、リュックのいずれとしても使用できる2wayや3wayの製品もある。